# Lanc
Lanc je priimek več znanih Slovencev:

## Znani nosilci priimka
- Aladin Lanc (1917—1990), slikar, pesnik in pripovednik